# 雷赫利
雷赫利（Rehli），是印度中央邦Sagar县的一个城镇。总人口25913（2001年）。

## 人口
该地2001年总人口25913人，其中男性13713人，女性12200人；0—6岁人口4023人，其中男2103人，女1920人；识字率65.31%，其中男性为72.88%，女性为56.81%。